# Żerdź (województwo lubelskie)
Żerdź – wieś w Polsce położona w województwie lubelskim, w powiecie puławskim, w gminie Żyrzyn.
Wieś szlachecka położona była w drugiej połowie XVI wieku w powiecie lubelskim województwa lubelskiego. W latach 1975–1998 miejscowość należała administracyjnie do województwa lubelskiego. Liczy około 150 domów.
Wieś stanowi sołectwo gminy Żyrzyn. Według Narodowego Spisu Powszechnego z roku 2011 wieś liczyła 536 mieszkańców.
Leży na Wysoczyźnie Lubartowskiej.

## Historia
Miejscowość założona została w drugiej połowie XVI wieku około roku 1554 pochodzi od nazwy miary długości używanej w średniowieczu, czyli żerdzi. Pierwsza wzmianka w dokumentach pochodzi z 1603 r. stwierdzająca przynależność tej wsi do parafii w Baranowie, przez księdza. W 1810 r. wieś Żerdź weszła w skład Gminy Żyrzyn. W 1827 r. miejscowość liczyła 774 mórg ziemi. znajduje się w odległości około 16 km od Puław, ok. 120 km od Warszawy.
W dniu 9 sierpnia 1863 roku przez wieś przemaszerował oddział powstańczy pod dowództwem Jana Michała Heidenreicha ps. „Kruk” po zwycięskiej bitwie na szosie Warszawa-Lublin. Powstańcy szli ze zdobytą kasą i jeńcami, których w Żerdzi wypuścili na wolność. Po zakończeniu II wojny światowej wieś skomasowano i zelektryfikowano, wybudowano także budynek szkoły i drogę bitą. Obecnie wieś liczy 622 ha.

## Warto wiedzieć
W roku 1936, trzy lata po sensacyjnym odkryciu grodu kultury łużyckiej w Biskupinie, podczas poszerzania drogi wiodącej z Żyrzyna do Baranowa odkryto ślady przedhistorycznej osady zajmującej powierzchnię około 0,40 ha. Na podstawie przeprowadzonych badań archeologicznych ustalono, że osada ta należała do kultury łużyckiej i istniała ok. 1800–1200 lat przed naszą erą. Z tego czasu pochodzą nóż krzemienny, urny z prochami i różne kamienne narzędzia. W późniejszym czasie osada została spalona.